# 암몬
암몬(암몬어 𐤏𐤌𐤍, 히브리어: עַמּוֹן‎, 현대 히브리어: Ammon, 티베리아 히브리어: ʻAmmôn)은 구약성서에 등장하는 고대 민족들 중 하나이다. 요르단강 동편에 거주했는데, 성경의 기록에 따르면 현 요르단의 위치이다. 셈어족 언어를 사용했고, 이스라엘과 오랜 시간동안 전쟁을 벌였다.

## 역사

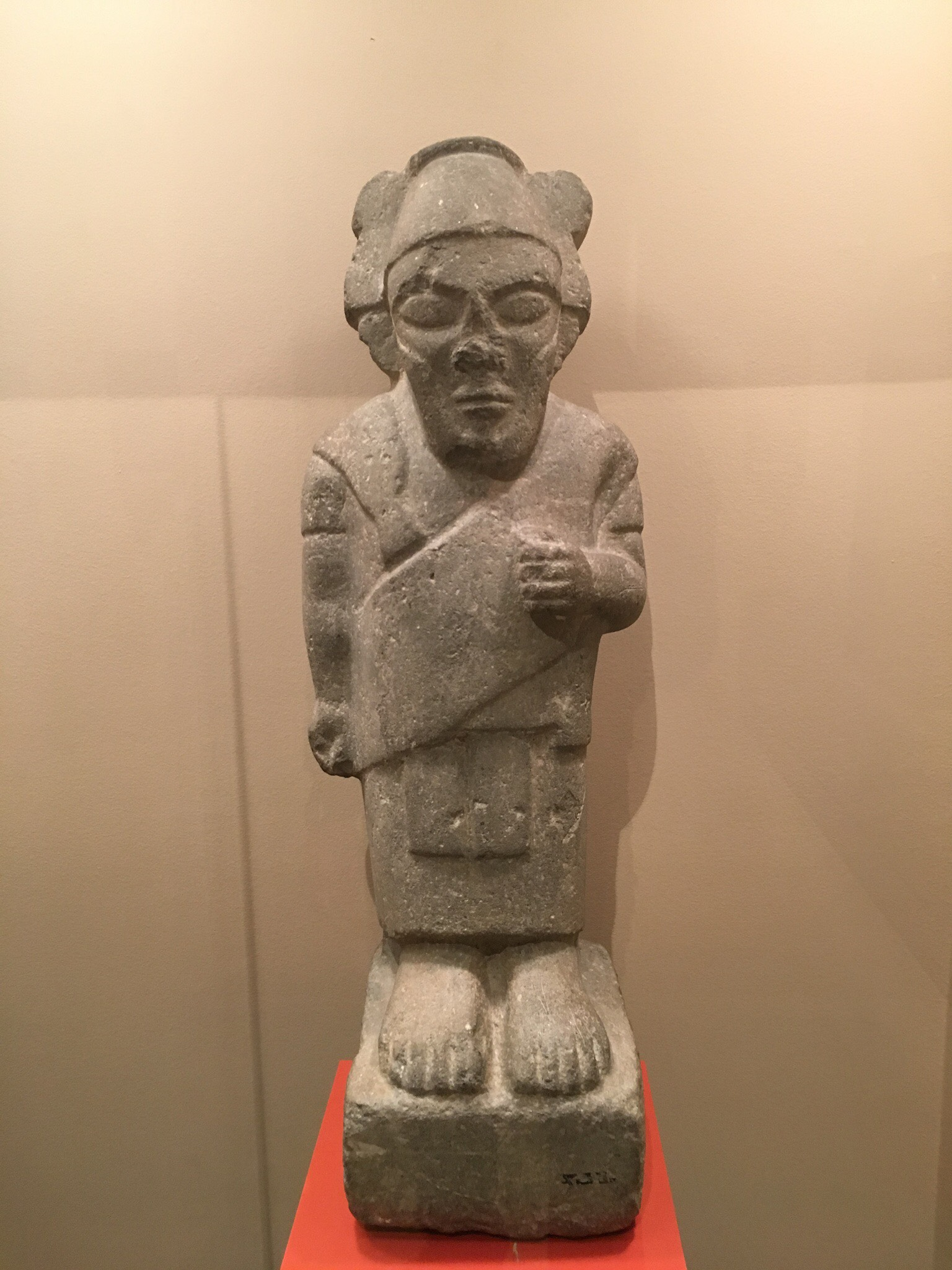
암만 성채 근방에서 발견된 기원전 8세기의 석상. 암몬 왕의 우상이다.

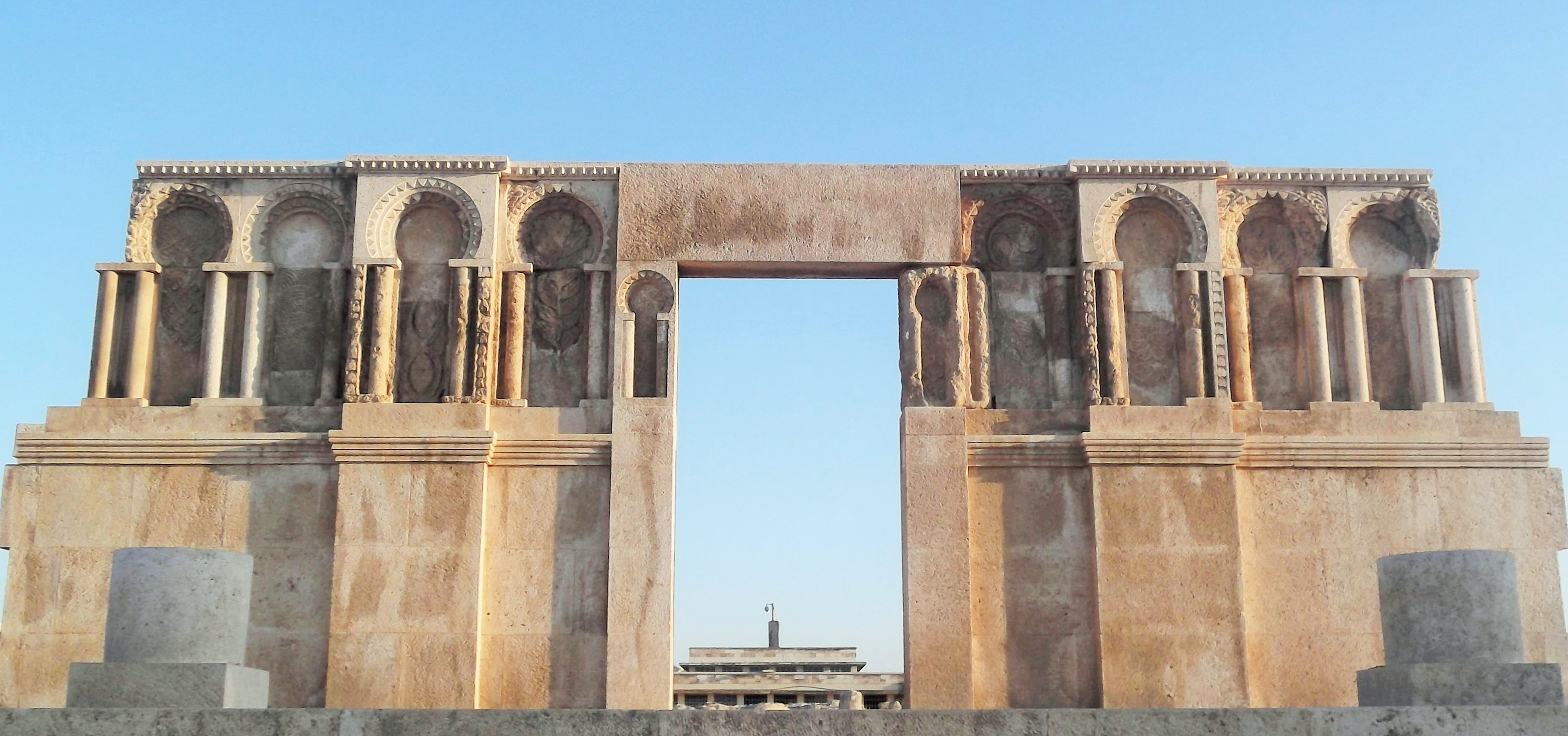
암만 성채의 정문.

암몬인들은 트란스요르단의 고원지역을 기원전 2천년대부터 기원전 2세기까지 지배했다.
암몬인들은 신아시리아 제국이 인접국들을 점령하는 동안, 아시리아 제국에 공물을 바치며 독립을 유지했다. 쿠르크 석비는 기원전 853년 암몬 왕 바샤 벤 루후비가 이스라엘 왕 아합, 시리아와 동맹을 맺어 샬마네세르 3세에 대항해 카르카르 전투를 벌인 사실을 기록하고 있는데, 아람 다마스쿠스의 왕 벤하닷 2세의 가신으로 참전했을 것으로 여겨진다. 기원전 734년에는 암몬 왕 사니푸가 티글라트-필레세르 3세의 가신으로 있었으며, 사니푸의 후임인 푸두-일루 역시 센나케립과 에사르하돈의 가신으로 있었다. 이 때 암몬은 유다의 5분의 1의 공물만 바쳤다.
그로부터 조금 뒤, 암몬 왕 암미나답 1세는 아슈르바니팔의 아라비아 정벌을 지원하느라 많은 피해를 보았다.
고고학계와 역사학계는 암몬이 신바빌로니아 제국이 존재하는 동안 융성했다고 본다. 이는 최근 수십년간 트란스요르단지역이 네부카드네자르 2세에 의해 황폐화되었거나 네부카드네자르 2세에 의한 유다 왕국의 멸망(기원전 586경) 이후 급격히 쇠퇴하였다는 해석과 대치된다. 이러한 해석은 주로 요세푸스의 《유대 고대사》에 근거한 것이다. 이에 비해 현재 학계에서는 고고학적 발굴에 근거하여 암몬이 신바빌로니아 제국 시대부터 페르시아 제국 시대까지 연속하였으며 또한 번성하였다고 본다.
페르시아 제국에서 헬레니즘 제국까지의 암몬에 대해선 알려진 바가 거의 없다. 이 기간의 암몬에 대한 기록은 마카베오서에서 등장한다. 암몬인들은 인근 다른 부족들과 마찬가지로 유다 마카베오에 의해 유다 왕국이 재건되고 부흥하자 싫어하여 막으려 했다.
암몬인들에 대한 마지막 언급은 유스티노 순교자의 기록이다. 이 2세기의 기록에 따를 때 당시에도 여전히 암몬인들의 수가 상당했다.

## 성경에서

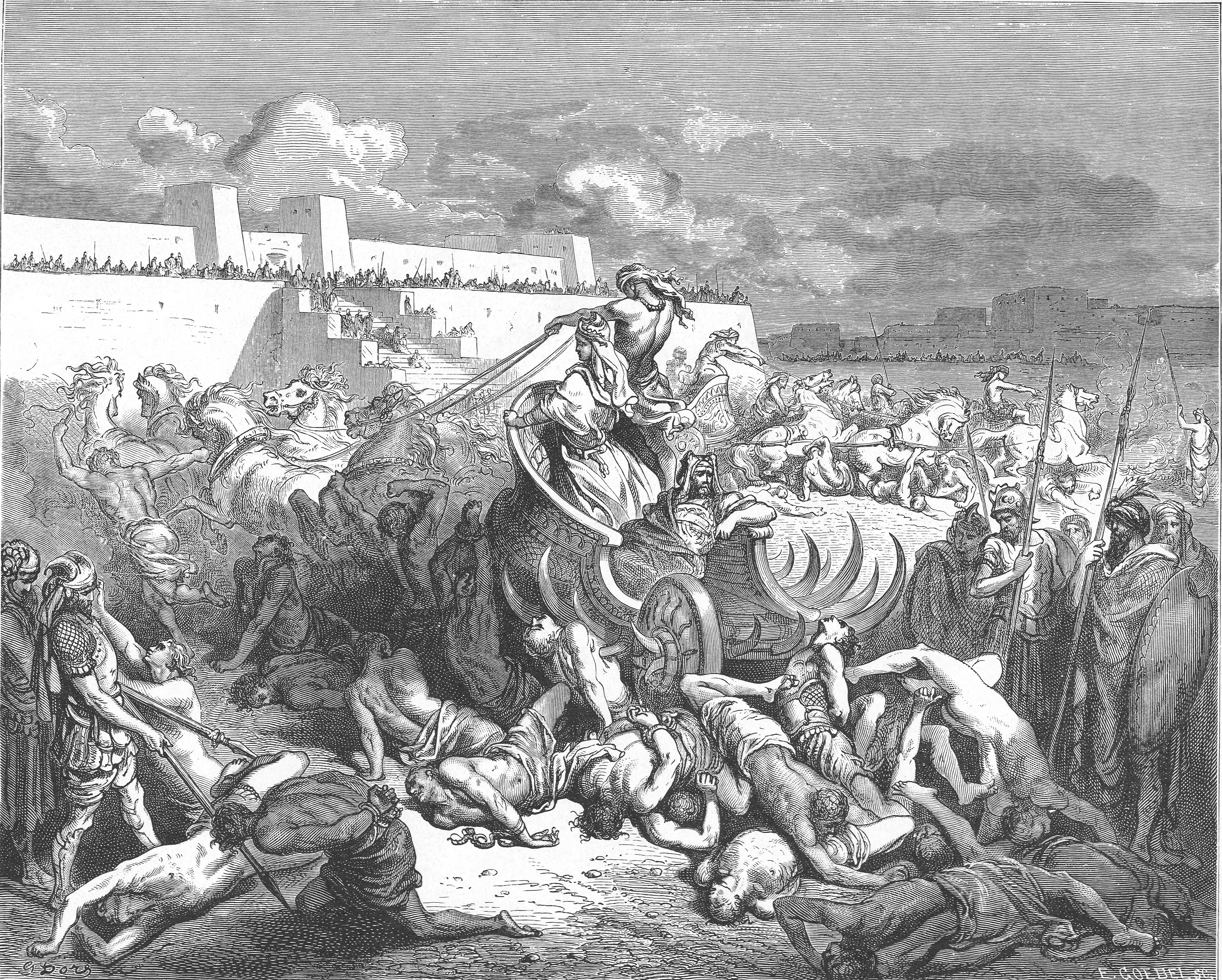
암몬 족솔을 징벌하는 다윗. 귀스타브 도레. 1866.

암몬의 시조는 아브라함의 조카 롯의 두 딸로 성서에 따르면 롯의 두 딸 중 한 명은 암몬의 시조가 되고, 또 한 명은 모압의 시조가 되었다고 한다. 암몬족들의 중심지는 랍바히브리어: רַבָּה였는데, 현재 요르단의 수도인 암만이다.
암몬족들은 성격이 잔인무도하고 싸움을 좋아했으며 일곱신을 숭상하였다. 이들은 왕국까지 설립해 판관기 시기 모압 왕 에글론과 동맹을 맺고 이스라엘을 공격하기도 했으며 예리코를 18년 동안 점령하고 있다가 판관 에훗의 공격으로 퇴각하기도 했다. 판관 입다의 시기에도 쳐들어왔다가 길르앗 군대에 의해 격파되었다.
연합 이스라엘 왕국의 사울 왕 때는 암몬의 왕 나하스가 요르단강 서편 지역의 야베스 길앗까지 쳐들어갔다가 사울의 33만 대군에게 정벌당하기도 했다. 그리고 뒤를 이은 다윗이 대대적으로 이민족을 정벌하여 암몬인들은 크게 패했고 후에 아람인들과 동맹을 맺고 다윗에게 반란을 일으켰으나 도리어 다시 정벌당했다.
이후 솔로몬 시대 때 외교적 통혼정책이 시행되면서 후비를 내게되는데 솔로몬의 뒤를 잇는 르호보암의 어머니인 암몬여인 나아마가 그 대표적인 예이다.
다윗시대 이후로 암몬은 대대로 이스라엘의 조공 국가가 되었고 유다 왕국의 여호사밧 왕 때 에돔, 모압과 동맹을 맺어 반기를 들었다가 정벌당했고 웃시야 왕 때부터 다시 조공을 바쳤다가 요담 왕 때 다시 정벌당하기를 반복했다.
결국 유다 왕국의 여호야김 시대에 다른 이민족들과 동맹을 맺고 이스라엘을 공격했으며 기원전 259년에 프톨레마이오스 왕조에 정복되어 '필라델피아'라는 지명이 붙여졌다.
그리고 바빌론에서 돌아온 이스라엘 민족이 성전 재건하려는 것을 방해하다가 헬레니즘 시대 유다 마카베오에 의해 희석되었다.